# Pelecocera pergandei
Pelecocera pergandei är en tvåvingeart som först beskrevs av Samuel Wendell Williston  1884.  Pelecocera pergandei ingår i släktet öronblomflugor, och familjen blomflugor. Inga underarter finns listade i Catalogue of Life.